# 藍山咖啡

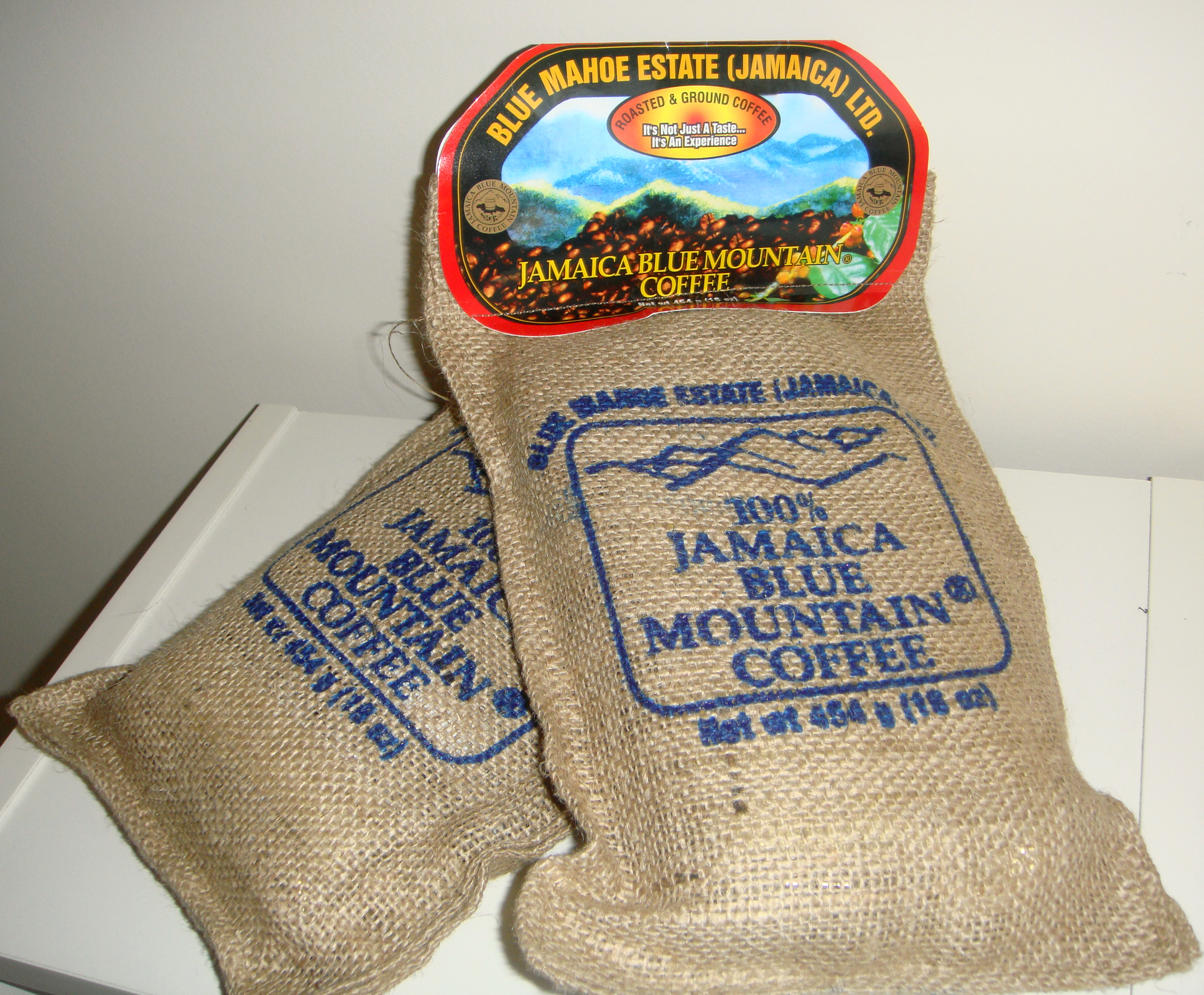
牙買加藍山咖啡零售包裝

藍山咖啡，是以產于牙買加蓝山的咖啡豆沖泡而成的咖啡，纯正的蓝山咖啡非常珍稀。

## 風味
牙買加的藍山是西加勒比海最高的山（高2256米），頂級藍山咖啡年最高產量2400噸，其中WALLENFORD這國有莊園是最重要也最有名的咖啡莊園，而WALLENFORD、MAVIS BANK、SILVER HILL、MOY HALL、GOLD CUP是比較知名的品牌。
咖啡的生產與一般農產品相同，受天候的影響而有很大的變化，1969年牙買加的藍山咖啡受颶風影響而使生產陷入困境，日本的UCC提供援助，引入生態的種植方法。
為感念日本企業的援助，牙買加於1972年與日本簽訂合約，將年產量的9成提供與日本市場，剩下的一成約245噸 （3500桶70公斤裝橡木桶）再釋放到市場販售（也是唯一保存橡木桶包裝的咖啡），因此藍山咖啡在市場上奇貨可居，奠定了藍山咖啡成為咖啡市場的霸主地位。
除了產量少之外，呈現藍山咖啡風味——略帶酸味，苦澀味少——完整性的烹煮技巧亦較難掌握，因此有些烹調師以此為手法的技巧表現，透過技巧即呈現出藍山咖啡的中庸之道。

## 烘焙
藍山咖啡宜用中焙（city roast）的方式烘焙，這可使咖啡豆的油脂浮出表面，燙燒出油亮的褐色，既能保存咖啡豆的原味，又可適度釋放芳香，使咖啡的酸、甘、苦味達到最佳的平衡，口味分明。

## 市場
藍山咖啡是一種有名的咖啡品種，加上產量極少，因此價格昂貴。蓝山位于北纬25度和南纬25度之间的咖啡带，真正的蓝山咖啡数量非常少，每年产量不过4万袋（约2400噸）。市面上比較便宜的「綜合藍山」（Blue Mountain Blend）或「藍山式」咖啡（Blue Mountain Style）通常是用品質較佳的哥倫比亞豆為主來調製的綜合品，意在模仿藍山的味道。

## 外部連結
- 藍山咖啡
- http://www.kreutzerbmc.com/ （页面存档备份，存于）